# Madball
Madball är ett hardcoreband från New York. Bandet grundades 1988 som ett sidoprojekt till legendariska New York-hardcore-bandet Agnostic Front, då Agnostic Fronts sångare Roger Miret lät sin yngre bror Freddy “Madball” Cricien ta över mikrofonen som sångare på Agnostic Fronts konserter.

## Historia
Sedan singeln Ball of Destruction släpptes 1989 var det hetaste diskussionsämnet på New Yorks gator när Madball skulle spela nästa gång, vid andra tillfällen än bara på Agnostic Front-spelningar. Madball fick dock inte sitt riktiga genombrott förrän 1991, med sättningen Freddy Cricien som sångare, Matt Henderson och Vinnie Stigma som gitarrister, Will Shepler på trummor och Hoya Roc på bas. Det "nya" Madball, som inte enbart innehöll medlemmar från Agnostic Front, spelade snabbt in en EP som fick namnet Droppin’ Many Suckas och släpptes 1992, vilket ledde till att bandet skrev på för Roadrunner Records 1994. Efter två LP (Set It Of 1994 och Demonstrating My Style 1996) och omfattande turnerade etablerades en stor skara fans långt utanför deras hemstad.
1995 deltog bandet i en dokumentärfilm om hardcore-scenen i New York. Stora intervjuer gjordes med Freddy, och en spelning hölls på det numera nedlagda Coney Island High den 29 juli. Under denna spelning skadade Freddys bror Roger ett flertal ryggkotor, vilket tvingade honom att ta en paus från musiken större delen av det kommande året. 1998 släppte bandet skivan Look My Way, denna gång med en ny trummis, och två år senare släpptes Hold It Dow'n. De kommande tre åren lyckades Madball släppa en skiva varje år. Best Of Madball 2003, N.Y.H.C (EP) 2004 och Legacy 2005.
Madball är fortfarande ett stort namn inom hardcorescenen och gör fortfarande mycket PR för Legacy. Gruppen har turnédatum inbokade över hela världen, tillsammans med band som Agnostic Front, Vietnom, Bulldoze, Resistance och H2O. Cricien och Hoya spelar också i ett band vid namn Hazen Street, tillsammans med medlemmar från H2O, Cro-Mags, Angels and Airwaves och Box Car Racers.
Bandet genomförde den 2 augusti 2007 en mycket bejublad konsert på augustibuller i Lindesberg.

## Nuvarande sättning
- Freddy "Madball" Cricien - sång
- Hoya Roc - bas
- Mitts - gitarr
- Rigg Ross - trummor

## Tidigare medlemmar (andra band inom parentes)
- Vinnie Stigma - gitarr (Agnostic Front)
- Roger Miret - bas (Agnostic Front, Lady Luck, The Psychos, Roger Miret & The Disasters)
- Matt Henderson - gitarr (Agnostic Front)
- Beto (Rob Rosario) - gitarr (Dmize, 25 Ta Life)
- Will Shepler - trummor (Agnostic Front, The Take)
- John Lafata - trummor (Mind Over Matter, Neglect, Sheer Terror)
- Darren Morgenthaler - trummor (Maximum Penalty)

## Diskografi
- Ball of Destruction (7" EP) (1989/1992)
- Droppin' Many Suckers (1992)
- Set It Off (1994)
- Demonstrating My Style (1996)
- N.Y.H.C. dokumentär-soundtrack (1996)
- Look My Way (1998)
- Hold It Down (2000)
- Best of Madball (2003) - (samlingsskiva med bandets största hits)
- NYHC EP (2004)
- Legacy (2005)
- Infiltrate The System (2007)
- Empire (2010)
- Hardcore Lives (2014)
- For the Cause (2018)